# 奥山治郎
奥山 治郎（おくやま じろう、1958年9月24日 - ）は、日本の実業家。東京都八丈支庁青ヶ島村出身。機械銘柄で東証二部に上場しているフリージア・マクロス株式会社の代表取締役社長を10年間務めた。同グループの発表によると、2007年より自ら創業を手掛けた住宅（ログハウス及びスウェーデン住宅）メーカーであるフリージアハウス株式会社の代表取締役社長に専任している。

## 経歴
- 1981年（昭和56年）7月 株式会社フリージア・トレーディング設立・代表取締役就任

- 1990年（平成2年）5月 フリージアハウス株式会社 取締役就任

- 1992年（平成4年）8月 フリージアハウス 代表取締役就任（現職） [1]

- 1995年（平成7年）3月 フリージア・マクロス株式会社 監査役就任

- 1997年（平成9年）6月 フリージア・マクロス 取締役副社長就任

- 1997年（平成9年）9月 フリージア・マクロス 代表取締役社長就任

- 2007年（平成19年）6月 フリージア・マクロス 代表取締役社長退任[2]

- 2007年（平成19年）光栄工業株式会社 代表取締役就任

- 2009年（平成21年）ファーストカルデア株式会社 代表取締役就任

## 来歴
- 奥山治郎は、佐々木ベジとは実の兄弟。青ヶ島村村長を5期17年務めた奥山治は実父。

- 島出身者の弁によると、奥山治郎は、高校進学にあたり都立蔵前工業高校を選択したが、幼少時代から「エンジニア志向」が非常に強かった子供だったという。

- 同じく島人の弁によると、奥山治郎は小学生時代から道具いじりや機械いじりが非常に好きで、青ヶ島の電気製品やトラクター等の修理を、島の大人達から依頼されて、一手に引き受けていたという逸話がある。半ズボンのポケットには、必ずネジ・ボルト・ナット・ワッシャー・ドライバー等の道具や金物類が入っていて、重く垂れ下がったポケットの白生地がいつも半ズボンの裾からはみ出して見えていた。小さな島には電気や機械の技術者はいなかった。テレビや電気コタツ、ラジオ、トラクターからオートバイの修理・メンテナンスまで小学生でありながら一手に引き受けて、島の大人達から頼りにされていたのが当時、奥山治郎だったという。

- 奥山治郎の兄弟は6人。兄弟4人、姉妹2人のうち、6人の全員が実業家及び経営者になる独立思考の強い家系に生まれている。フリージアグループ・会長の佐々木ベジは実兄、フリージア・マクロス株式会社・代表取締役社長の奥山一寸法師は実弟にあたる。

## 技術志向
- 奥山治郎は、フリージア・ログハウスの商品開発・技術開発においても幼少時にみられた才能を発揮している。無垢材の丸太でありながら、鉄・プラスチック・コンクリート等の、人工素材と同レベルの気密性を誇る天然加工材の開発に成功したとされている。

- 取引先の機械メーカーの役員によると、奥山治郎は、工場を作るにあたって、建物だけでなく設備される全ての機械設計を自ら行ない、設置の際はプラントに添い寝をしながら工事を進めると言われている[独自研究?]。

- 奥山治郎は、スウェーデンの隣国ノルウェーにおいては、世界で初めて空気を乾燥材とした熱交換方式の木材乾燥機を開発している。この結果木材乾燥コストの劇的な低減と、品質の向上の両面が可能になり、CO2の大幅な排出削減も可能とした。

- 社員の弁によると、奥山治郎は、その他コンピュータ及び関連技術においても、自らハードを製作し、同時にソフトも構築する等、相当高いレベルで精通していると言われている[独自研究?]。